# Luise Mühlbach

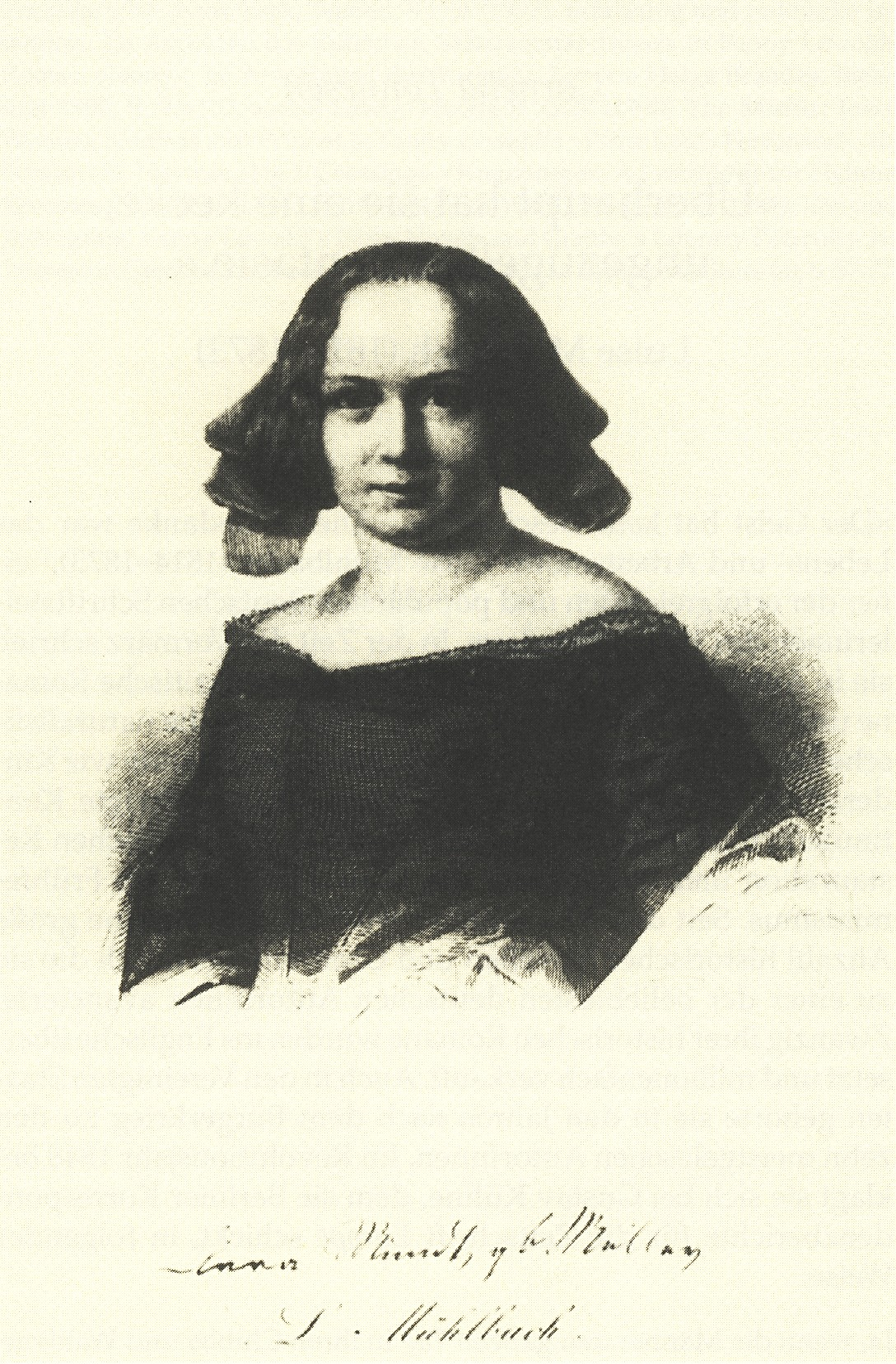
Luise Mühlbach.

Luise Mühlbach, pseudonym för Clara Mundt, född Müller den 2 januari 1814 i Neubrandenburg, död den 26 september 1873 i Berlin, var en tysk romanförfattarinna.
Luise Mühlbach inledde en sentimental brevväxling med den av henne beundrade författaren Theodor Mundt och blev hans hustru 1839. Hon slog sig därefter på att skriva sociala samtidsromaner, i vilka gift, dolk, äktenskapsbrott, våldtäkt och blodskam spelar en stor roll. Mindre våldsamt skrivna är de historiska romaner, med vilka hon sedan 1850 översvämmade lånebiblioteken. I Nordisk Familjebok heter det: "Dock sakna äfven dessa berättelser, ehuru ledigt skrifna, allt konstvärde, sammansatta som de äro efter pikanta memoarverk och hopplockade anekdoter (jämte fritt uppfunna tillsatser) samt anlagda på att mätta den stora allmänhetens hunger efter det rafflande". Nämnas kan Friedrich der grosse und sein Hof, Napoleon in Deutschland, Marie-Antoinette und ihr Sohn. De flesta av hennes romaner är översatta till svenska. 